# Step Up: All In
Step Up: All In – amerykański film muzyczny z 2014 roku będący kontynuacją poprzednich części z serii: Step Up: Taniec zmysłów (2006), Step Up 2 (2008), Step Up 3-D (2010) i Step Up 4 Revolution (2012).

## Fabuła
Sean (Ryan Guzman) wraz z jego ekipą taneczną „The Mob” przenosi się do Los Angeles. Poprzez niepowodzenia w castingach i problemy finansowe, członkowie „The Mob” postanawiają wrócić do rodzinnego miasta, Miami. Pomimo porażek, Sean postanawia pozostać w Kalifornii i skompletować nową drużynę „LMNTRIX”, która weźmie udział w konkursie tanecznym w Las Vegas, za zwycięstwo oferującym kontrakt na trzy lata.

## Obsada
- Ryan Guzman – Sean
- Briana Evigan – Andie
- Adam Sevani – Moose
- Misha Gabriel Hamilton – Eddy
- Stephen Boss – Jason
- Stephen Stevo Jones – Jasper
- David Shreibman – Chad
- Mari Koda – Jenny Kido
- Izabella Miko – prowadząca